# André Kolingba
André Kolingba (Bangui, 12 agosto 1936 – Parigi, 7 febbraio 2010) è stato un politico centrafricano presidente della Repubblica Centrafricana dal 1981 al 1993.

## Biografia
Nato nel 1936 a Bangui, nella ex colonia francese di Ubangi-Chari, si arruola nell'esercito francese nel 1954. Si forma a Brazzaville (Repubblica del Congo), poi in Francia , presso la Scuola di ufficiali attivi del Fréjus e la Scuola di trasmissioni Montargis. Viene nominato ambasciatore in Canada e poi in Germania Ovest dall'Imperatore Bokassa I.
Alla caduta di quest'ultimo, nel 1979, il presidente David Dacko lo nomina Capo di stato maggiore dell'Esercito. Il generale Kolingba depone il presidente Dacko dalla carica il 1º settembre 1981 e sospende la Costituzione. Da quel momento dirige il Comitato militare per il National Recovery, detenendo tutto il potere fino al suo scioglimento nel settembre 1985.
Descritto come "calmo", "segreto", "disinvolto" e "buon cristiano", Kolingba cerca di distinguersi dal suo predecessore Bokassa e ripristinare l'immagine del suo paese, ma in realtà stabilisce una dittatura militare. Accanto a lui c'è il colonnello Jean-Claude Mantion, un francese arrivato a Bangui nel quadro della cooperazione, che gioca un ruolo sempre più importante come agente dei servizi segreti e capo della sicurezza presidenziale. Viene descritto come l'"eminenza grigia"  e "il vero padrone del paese".
È grazie a Mantion che viene sventato il tentato Colpo di Stato nel 1982, guidato da sostenitori di Ange-Félix Patassé. Il 21 novembre 1986 un referendum consente allo stesso tempo l'adozione di una nuova Costituzione e la nomina a Presidente di Kolingba. Nel 1987 Kolingba fonda il Raggruppamento Democratico Centrafricano (RDA), partito unico. Nel 1991, a seguito di una serie di scioperi e proteste, accetta il multipartitismo che fino ad allora era vietato. Kolingba governa la Repubblica Centrafricana fino al 1993 quando, arrivato quarto nelle elezioni presidenziali, accetta il verdetto delle urne e lascia il posto a Ange-Félix Patassé.
Nel maggio 2001 cerca invano di riconquistare il potere e si rifugia in Uganda. Torna in patria dopo due anni, quando Patassé viene deposto dal generale François Bozizé. Nel 2005 si candida ancora alla presidenza ed arriva al terzo posto. Le elezioni vengono vinte da François Bozizé. Mentre è stato ancora una volta capovolto come candidato per le elezioni presidenziali del 2010 dai sostenitori del Raggruppamento Democratico Centrafricano. Muore domenica 7 febbraio 2010 a Parigi a causa di un cancro alla prostata, all'età di 73 anni.